# Christine Cavanaugh
Christine Josephine Cavanaugh (Utah, 16 augustus 1963 – Los Angeles, 22 december 2014) was een Amerikaans actrice en stemactrice die voor vele bekende animatiefilms heeft gewerkt, waaronder Rugrats en Dexter's Laboratory. Om persoonlijke redenen stopte ze met werken in 2003.

## Stemmenwerk
| Jaar | Serie                                                 | Rol                          | Opmerkingen     |
| ---- | ----------------------------------------------------- | ---------------------------- | --------------- |
| 1987 | David & the Magic Pearl                               | David                        |                 |
| 1991 | Darkwing Duck                                         | Gosalyn Mallard              |                 |
| 1991 | Rugrats                                               | Chuckie Finster              |                 |
| 1993 | Aladdin                                               | Sadria/verschillende stemmen |                 |
| 1993 | Sonic the Hedgehog                                    | Bunnie Rabbot                |                 |
| 1994 | The Critic                                            | Marty Sherman                |                 |
| 1994 | Aaahh!!! Real Monsters                                | Oblina                       |                 |
| 1995 | Babe                                                  | Babe the Gallant Pig         |                 |
| 1996 | Dexter's Laboratory                                   | Dexter                       | 1996-1998, 2001 |
| 1996 | 101 Dalmatians                                        | Dumpling/Wizzer              |                 |
| 1997 | A Rugrats Vacation                                    | Chuckie Finster              |                 |
| 1997 | The Brothers Flub                                     | Valentina                    |                 |
| 1997 | King of the Hill                                      | Bobby Hill                   |                 |
| 1998 | Hercules: The Animated Series                         | Alcides                      |                 |
| 1998 | Dexter's Rude Removal                                 | Dexter                       |                 |
| 1998 | The Wacky Adventures of Ronald McDonald: Scared Silly | Birdie                       | Reclamespot     |
| 1998 | The Powerpuff Girls                                   | Bunny                        |                 |
| 1998 | The Rugrats Movie                                     | Chuckie Finster              |                 |
| 1998 | The Wild Thornberrys                                  | Short Tail Macqaque          |                 |
| 1999 | Dexter's Laboratory: Ego Trip                         | Dexter, D22                  |                 |
| 2000 | Rugrats: Search for Reptar                            | Chuckie Finster              | Computerspel    |
| 2000 | Cave Kids                                             | Bamm-Bamm Rubble             |                 |
| 2000 | Cartoon Cartoon Fridays                               | Dexter                       |                 |
| 2000 | Rugrats in Paris                                      | Chuckie Finster              |                 |
| 2001 | Rugrats: Still Babies After All These Years           | Chuckie Finster              |                 |
| 2001 | The Rugrats: All Grown Up                             | Chuckie Finster              |                 |

## Filmografie
| Jaar | Serie                              | Rol             | Opmerkingen |
| ---- | ---------------------------------- | --------------- | ----------- |
| 1990 | Cheers                             | Terry Gardner   |             |
| 1991 | Salute Your Shorts                 | Mona Tibbs      |             |
| 1991 | Empty Nest                         | Kimberly        |             |
| 1992 | Salute Your Shorts                 | Mona Tibbs      |             |
| 1992 | Herman's Head                      | Martha Fitzer   |             |
| 1993 | Wings                              | Fan             |             |
| 1994 | Wild Oats                          | Kathee          |             |
| 1995 | Little Surprises                   | Pepper          |             |
| 1995 | Down, Out & Dangerous              | Leslie McCoy    |             |
| 1996 | Jerry Maguire                      | Mrs. Remo       |             |
| 1997 | Delivery                           | Bridgette       |             |
| 1997 | Soulmates                          | Anna Weisland   |             |
| 1997 | The X-Files                        | Amanda Nelligan |             |
| 1997 | Everybody Loves Raymond            | Erin            |             |
| 1998 | You Lucky Dog                      | Bernice         |             |
| 2000 | ER                                 | Gloria          |             |
| 2000 | Behind the Movie: Rugrats In Paris | Zichzelf        |             |